# Focke-Wulf Ta 154 Moskito
Le Focke-Wulf Ta 154 Moskito était un chasseur nocturne bimoteur rapide conçu par Kurt Tank et produit par l'entreprise allemande Focke-Wulf durant la fin de la Seconde Guerre mondiale. Seuls quelques exemplaires furent produits, montrant de moins bonnes performances que les prototypes.

## Historique

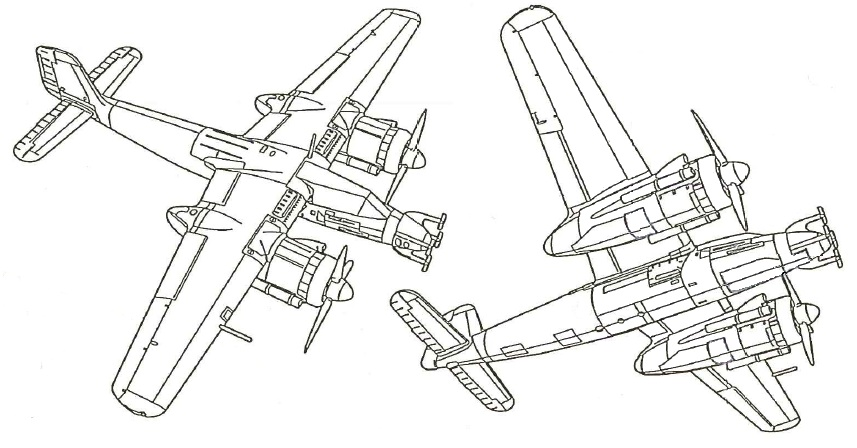
Vues 3D du Focke Wulf Ta 154 V3

Influencés par le Mosquito britannique, les Allemands lancent leur propre version d'un intercepteur construit en bois, qu'ils appelleront Moskito. Par ailleurs, les difficultés d'approvisionnement en matériel stratégique et le manque d'ouvriers spécialisés poussèrent les autorités aéronautiques allemandes à demander en 1942 un chasseur nocturne bimoteur construit entièrement en bois.
Le Ta 154, réalisé par Kurt Tank, vola en juillet 1943 et constitua un excellent exemple de machine de combat capable d'abattre les bombardiers lourds, mais, après avoir fabriqué quelques exemplaires, l'Allemagne délaissa le projet à cause de gros problèmes de construction, provoqués par le manque d'adhésifs appropriés. Sa production, confiée à une usine en Pologne est donc finalement annulée. Le prototype du Ta 254 (version améliorée) se brise en vol, le responsable étant la nouvelle colle trop acide qui détruit le bois. Les usines qui fabriquaient les anciennes colles (Tego-Film) avaient été détruites par un bombardement des Alliés. Une colle de substitution avait donc été employée.
Toutefois, 15 Ta 154 auront été construits, mais ils ne sont pas devenus opérationnels, pas même les versions bourrées d'explosifs destinés à détruire les formations de bombardiers.

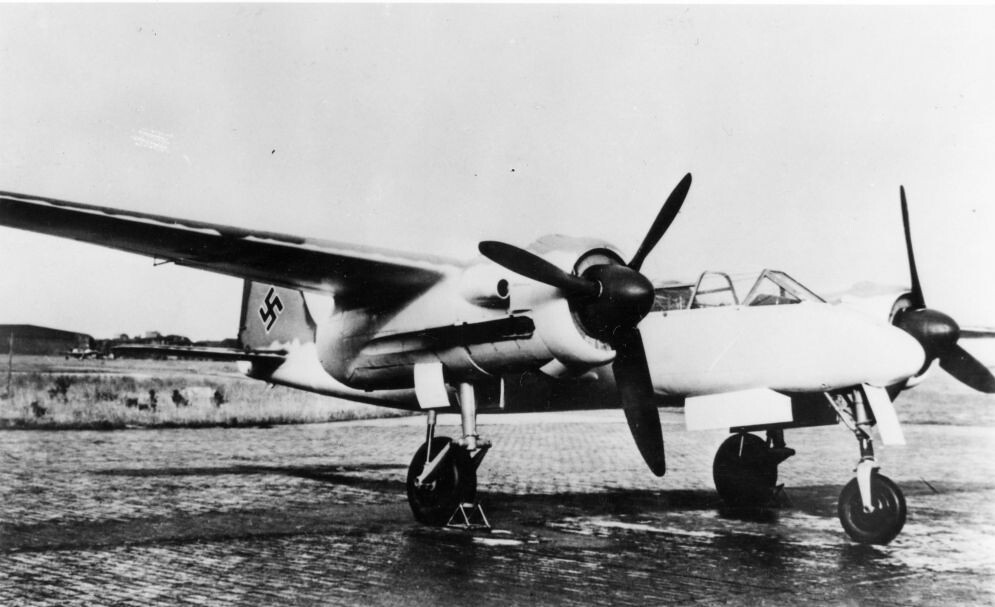
Focke-Wulf Ta 154
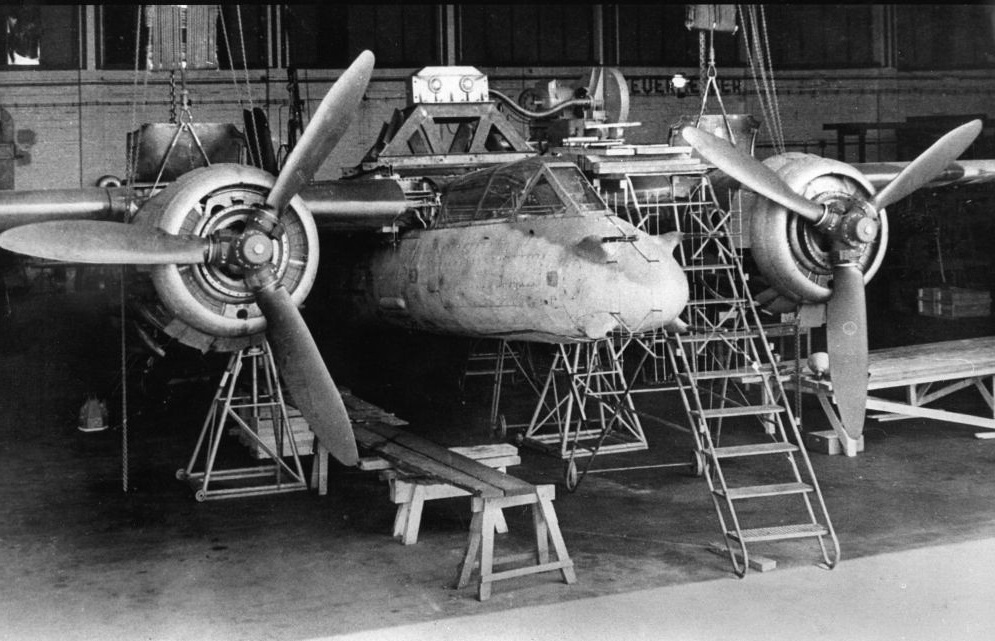
Focke-Wulf Ta 154 V2